# كولن فورد
كولن فورد (بالإنجليزية: Colin Ford)‏ هو مدير متحف ‏ ومؤرخ بريطاني، ولد في 1934 في المملكة المتحدة.